# Cvetkovci
Cvetkovci este o localitate din comuna Ormož, Slovenia, cu o populație de 469 de locuitori.